# 73 Ursae Majoris
73 Ursae Majoris är en röd jätte i stjärnbilden Stora björnen. Stjärnan har visuell magnitud +5,70 och är synlig för blotta ögat vid någorlunda god seeing. Den ligger på ett avstånd av ungefär 415 ljusår.